# James Lowe
Pour les articles homonymes, voir Lowe.

a Compétitions nationales et continentales officielles uniquement.

b Matchs officiels uniquement.
Dernière mise à jour le 30 juillet 2025.
James Lowe, né le 8 juillet 1992 à Nelson (Nouvelle-Zélande), est un joueur  international irlandais d'origine néo-zélandaise de rugby à XV, jouant aux postes d'ailier ou d'arrière avec la province irlandaise du Leinster en United Rugby Championship.

## Biographie
James Lowe est scolarisé dans sa ville natale de Nelson avec le Nelson College. Il pratique alors le rugby, ainsi que l'athlétisme et le basketball. Dans ce dernier sport, il sera retenu dans la sélection néo-zélandaise des moins de 15 ans.
À l'âge de 15 ans, il lui est diagnostiqué une arthrite chronique juvénile (qui évoluera plus tard en polyarthrite rhumatoïde), particulièrement localisée dans les genoux. Il perd alors 10 kg en deux semaines, et reste éloigné des terrains pendant huit mois. Il parvient finalement à surmonter cette maladie, et peut continuer une pratique sportive en prenant de façon bi-hebdomadaire un traitement d'étanercept et d'anti-douleurs. À propos de cette maladie il affirme que « parfois, je ne pouvais pas sortir du lit et aller aux toilettes moi-même. Ma sœur a une vidéo de moi utilisant un déambulateur comme les personnes âgées » et que « quand c'était douloureux, cela attaquait principalement mes genoux. Certains jours, je ne pouvais pas prendre un couteau et une fourchette et le lendemain, [la douleur] serait dans mes pieds et mes mains iraient bien ».

## Carrière

### En club
Après sa scolarité, James Lowe joue avec le club amateur des Waimea Old Boys dans le championnat de la région de Tasman.
En 2012, il signe un contrat de deux saisons avec la province de Tasman en NPC (championnat des provinces néo-zélandaises),. Il fait ses débuts professionnels le 23 août 2012 contre Canterbury. En 2011 et 2012, il joue également avec l'équipe Development (espoir) des Crusaders.
En novembre 2013, il est retenu dans l'effectif de la franchise des Chiefs pour disputer la saison 2014 de Super Rugby. Il fait ses débuts le 21 février 2014 face aux Crusaders, marquant un essai à cette occasion. Il devient rapidement un cadre de son équipe grâce à ses qualités physique mêlant vitesse et puissance, ainsi que son talent de finisseur (25 essais en 53 matchs).
Après quatre saisons avec les Chiefs, il décide de signer un contrat de trois saisons avec la province irlandaise du Leinster qui évolue en Pro14 en 2017. En 2020, après trois saisons où il continue à être redoutable finisseur (30 essais en 47 matchs), et être devenu éligible avec l'Irlande, il prolonge son contrat pour trois saisons supplémentaires.
En 2021-2022, sa province se qualifie dans un premier temps en finale de la Coupe d'Europe après avoir éliminé le Connacht, Leicester et le Stade toulousain. En finale, face au Stade rochelais, il est titulaire mais son équipe est battue sur le score de 21 à 24. En United Rugby Championship, le Leinster est éliminé en demi-finale par l'équipe sud-africaine des Bulls.
Encore une fois en 2022-2023, son équipe est dans un premier temps éliminée en demi-finale du United Rugby Championship par le Munster qui remportera la compétition. Toutefois, la province se qualifie en finale de la Champions Cup où elle affronte le Stade rochelais pour la seconde année consécutive. Pour cette rencontre, James Lowe est titulaire mais les Rochelais l'emportent une fois de plus, sur le score de 27 à 26. Il perd ainsi sa deuxième finale dans la compétition en deux ans,. À l'issue de cette saison, il est nommé pour l'Oscar Europe aux Oscars du Midi olympique, récompensant le meilleur d'Europe de la saison,.

### En équipe nationale
James Lowe joue avec la sélection scolaire néo-zélandaise (en) en 2010, évoluant aux côtés de joueurs comme TJ Perenara ou Ofa Tu'ungafasi,.
En 2014, en vertu de ses origines Māori, il est sélectionné avec les Māori All Blacks dans le cadre de sa tournée au Japon. Il joue ensuite trois rencontres en 2016, puis une dernière en 2017 contre les Lions britanniques lors de leur tournée en Nouvelle-Zélande,.
Grâce à ses performances avec les Chiefs, Lowe a longtemps été considéré comme un All Black en devenir, mais en raison d'une féroce concurrence, il n'a jamais été sélectionné,.
En 2020, il devient sélectionnable avec l'équipe d'Irlande grâce à ses trois années passées sur le territoire irlandais. Il est sélectionné pour la première fois en novembre 2020 par Andy Farrell pour disputer la coupe d'automne des nations,. Il connait sa première sélection le 13 novembre 2020 contre le pays de Galles à Dublin, marquant à cette occasion un essai.
Début janvier 2023, il est convoqué en équipe d'Irlande par Andy Farrell pour disputer le Tournoi des Six Nations. Il joue les cinq matchs du tournoi en tant que titulaire, marquant trois essais et l'Irlande remporte la compétition en réalisant le Grand Chelem. Il réalise un bon tournoi lui permettant d'être retenu dans l'équipe type de la compétition,.
Fin mai 2023, il est présélectionné dans un groupe de 42 joueurs pour préparer la Coupe du monde 2023 avec son pays,.
En janvier 2024, il est sélectionné pour le Tournoi des Six Nations.
Début mai 2025, il est convoqué pour la tournée des Lions britanniques et irlandais en Australie. Il honore sa première sélection avec cette équipe face à l'Australie le 19 juillet suivant.

## Palmarès

### En club
- Finaliste du Championnat des provinces néo-zélandaises en 2014, 2016 et 2017 avec Tasman
- Vainqueur du Pro14/United Rugby Championship en 2018, 2019, 2020, 2021 et 2025 avec le Leinster.
- Vainqueur de la Coupe d'Europe en 2018 avec le Leinster.
- Finaliste de la Coupe d'Europe en 2019, 2022, 2023 et 2024 avec le Leinster.

### En équipe nationale
- Vainqueur du Tournoi des Six Nations en 2023 (Grand Chelem) et 2024 avec l'équipe d'Irlande.

### Distinctions personnelles
- Membre de l'équipe type du Super Rugby en 2017[38].
- Meilleur marqueur d'essais de la Coupe d'Europe en 2022 (10 essais) et 2024 (6 essais).
- Meilleur marqueur d'essais du Tournoi des Six Nations en 2022 (3 essais).
- Membre de l'équipe type du Tournoi des Six Nations en 2023 et 2024.